# Toshinobu Katsuya
Toshinobu Katsuya (jap. 勝矢 寿延, Katsuya Toshinobu; * 2. September 1961 in der Präfektur Nagasaki) ist ein ehemaliger japanischer Fußballspieler.

## Nationalmannschaft
1985 debütierte Katsuya für die japanische Fußballnationalmannschaft. Katsuya bestritt 27 Länderspiele. Mit der japanischen Nationalmannschaft qualifizierte er sich für die Asienmeisterschaft 1992.

## Errungene Titel

### Mit der Nationalmannschaft
- Asienmeisterschaft: 1992

### Mit seinen Vereinen
- J. League: 1997
- Kaiserpokal: 1991, 1992